# Prix Sapir
Le prix Sapir pour la littérature est un prix littéraire israélien créé en 2000 par la fondation pour les arts de Mifal HaPais (en), la loterie nationale, pour primer une œuvre littéraire en langue hébraïque. Il porte le nom du Pinchas Sapir, ancien ministre israélien des Finances.

## Organisation
Un panel de sept juges dont le nom est tenu secret choisit jusqu'à 12 titres. Au cours de la deuxième phase, le jury sélectionne une liste restreinte qui comprendra cinq titres. Chaque finaliste reçoit 25 000 shekels et la personne lauréate du prix la somme de 150 000 shekels. Une aide financière est également donnée pour la traduction du livre en arabe et dans une autre langue étrangère sélectionnée par la personne lauréate.
En 2019, la fondation pour les arts de Mifal HaPais introduit un nouvelle catégorie, destinée au premier roman d'un auteur.
Le prix 2024, remis début 2025, est accompagné d'une récompense de 180 000 shekels (soit 50 000 dollars américains).

## Critiques
Le prix Sapir a été critiqué au motif qu'il ne serait donné qu'à des œuvres déjà best-sellers. Certains des écrivains les plus importants du pays refusent de soumettre leur candidature notamment Meir Shalev, Aharon Appelfeld, Avraham Yehoshua ou Amos Oz.
En 2015, pour la première fois, le prix est remporté par un écrivain vivant à Manhattan, Ruby Namdar. Par la suite, seules les personnes résidant en Israël sont autorisées à postuler. Cette décision a été critiquée car il est craint d'isoler la langue et de limiter la littérature aux préoccupations locales. D'autres font valoir que le soutien à la littéraire reste sous-financé en Israël et que le prix profiterait mieux aux auteurs locaux plutôt qu'à ceux vivant plus confortablement à l'étranger.

## Palmarès du prix Sapir
- 2024 : Yossi Avni-Levy (en), pour Trois jours d'été[2]
- 2023 : Ofra Offer Oren (en), pour What Happened to Hagar in Eilat?
- 2022 : Orit Ilan (he), pour Sister to the Pleiades
- 2021 : Hila Blum (he), pour How to Love Your Daughter[7]
- 2020 : Sami Berdugo (he), pour Donkey
- 2019 : Ilana Bernstein (he), pourTomorrow We’ll Go to The Amusement Park
- 2018 : Etgar Keret pour Incident au bord de la Galaxie[8]
- 2017 : Esther Peled (en)
- 2016 : Michal Ben-Naftali (he)
- 2015: Orly Castel-Bloom, Un roman égyptien[9]
- 2014 : Ruby Namdar (he), La Maison en ruine[3]
- 2013 : Noa Yedlin (en)
- 2012 : Shimon Adaf, Mox Nox
- 2011 : Haggai Linik (he), Prompter Needed
- 2010 : Yoram Kaniuk, 1948
- 2009 : Prix annulé après qu'il a été initialement attribué à Alon Hilu pour House of Dajani.
- 2008 : Zvi Yanai
- 2007 : Sara Shilo (de), The Falafel King is Dead
- 2006 : Ron Leshem (en), Beaufort
- 2005 : Alona Frankel, Girl
- 2004 : Dan Tsalka (en), Tsalka's ABC
- 2003 : Amir Gutfreund, Les gens indispensables ne meurent jamais
- 2002 : Gail Hareven (en), The Confessions of Noa Weber
- 2001 : David Grossman, Quelqu'un avec qui courir
- 2000 : Haim Sabato (en), Adjusting Sights